# Cabernet Sauvignon
Cabernet sauvignon ima divan i jako izražen sortni miris koji može podsjećati i na crni ribiz. Nastao je spontanim križanjem Cabernet franca i Sauvignona.
Vino je tamno crne boje koju dobiva iz kožice svojih malenih tamnoplavih bobica. Po okusu je pun, suh i izuzetno harmoničan, po čemu je i prepoznatljiv. Prija uz tamna mesa, i jača jela od divljači, gljiva, canellone, lasagne, aromatične sireve. 
Poslužuje se ohlađen na 16°C.
Ostali nazivi: Kabernet.

## Vanjske poveznice
- Mali podrum  Arhivirana inačica izvorne stranice od 22. ožujka 2007. (Wayback Machine) - Cabernet Sauvignon; hrvatska vina i proizvođači